# Bourgs-sur-Colagne
Bourgs-sur-Colagne è un comune francese del dipartimento della Lozère nella regione dell'Occitania.
È stato creato il 1º gennaio 2016 dalla fusione dei preesistenti comuni di Chirac e Le Monastier-Pin-Moriès.
Il capoluogo è la località di Le Monastier-Pin-Moriès.